# Elizabeth Blackwellová
Elizabeth Blackwellová, nepřechýleně Blackwell (3. února 1821 Bristol – 31. května 1910 Hastings) byla anglicko-americká lékařka. První žena, která v moderní éře vystudovala lékařství (roku 1849 na Geneva Medical College ve státě New York) a první žena v registru profesní lékařské komory (General Medical Council) ve Spojeném království. Následně se stala propagátorkou vysokoškolského vzdělávání žen v medicíně. V závěru života se soustředila na sociální aktivismus v široké škále oblastí (ženská práva, plánované rodičovství, hygiena, lékařská prevence, lékařská etika, sexuální výchova, eugenika, hnutí proti vivisekci, sociální reformy v duchu Charlese Fouriera, křesťanský socialismus apod.) Do USA odešla roku 1832, v roce 1849 se stala americkou občankou. Roku 1895 vydala své slavné paměti Pioneer Work in Opening the Medical Profession to Women (Průkopnická práce při zpřístupňování lékařské profese ženám). Její zásluhy jsou každoročně připomínány medailí Elizabeth Blackwellové, kterou je oceněna žena, jež se významně zasloužila o podporu žen v medicíně.
V roce 1857 založila se sestrou Emily Blackwellovou v New Yorku nemocnici pro ženy a děti a začala přednášet ženskému publiku o důležitosti vzdělávání dívek. Během americké občanské války sehrála významnou roli při zajišťování zdravotních sester, nemocnice vytvořila program lékařské výuky pro ženy, který umožňoval intenzívní práci s pacienty (klinická výuka). Po návratu do Anglie se v roce 1874 podílela na založení London School of Medicine for Women (Londýnské lékařské fakulty pro ženy).

## Životopis

### Dětství
Elizabeth se narodila 3. února 1821 v Bristolu v Anglii Samuelu Blackwellovi, který byl cukrovarníkem, a jeho ženě Hannah (roz. Laneové) Blackwellové. Měla dva starší a šest mladších sourozenců. Mladší sestra Emily byla druhou ženou v USA, která získala lékařský titul. V rodině žily také její čtyři dívčí tety.
V roce 1832, když otec přišel kvůli požáru o svůj nejvýnosnější cukrovar, rodina emigrovala do New Yorku. Tam se otec aktivně zapojil do veřejného života. Proto se debaty u večeře často točily kolem otázek, jako jsou práva žen, otroctví a dětská práce. Tyto liberální diskuse odrážely postoje rodičů Blackwellových k výchově dětí. Teta Barbara například místo bití dětí za špatné chování zaznamenávala jejich prohřešky do černé knihy. Pokud se prohřešky hromadily, byly děti během večeře vykázány na půdu. Podobně liberální byl i přístup otce Blackwella ke vzdělání svých dětí, byl kongregacionalista a měl výrazný vliv na jejich náboženské a akademické vzdělání. Věřil, že každé dítě, včetně jeho dívek, by mělo dostat příležitost k neomezenému rozvoji svého talentu a nadání. Takový pohled byl v té době vzácný, protože většina lidí věřila, že ženino místo je v domácnosti, případně jako učitelky. Blackwellová měla nejen guvernantku, ale i soukromé učitele, kteří podporovali její intelektuální rozvoj, v době dospívání byla proto s výjimkou své rodiny spíše společensky izolovaná.  

### Mládí
O několik let později se rodina přestěhovala do Cincinnati ve státě Ohio. Finanční situace manželů Blackwellových byla neutěšená. Pod tlakem finanční situace založily sestry Anna, Marian a Elizabeth školu The Cincinnati English and French Academy for Young Ladies (Cincinnatská anglická a francouzská akademie pro mladé dámy). Škola poskytovala výuku téměř všech předmětů a vybírala školné a poplatky za ubytování a stravu. Škola nebyla ve svých vzdělávacích metodách nijak zvlášť inovativní, pro sestry Blackwellovy byla pouze zdrojem příjmů. Když bylo Blackwellové 17 let, její otec zemřel a rodině zůstalo jen málo peněz.
V prosinci 1838 Blackwellová konvertovala k episkopalismu, pravděpodobně pod vlivem své sestry Anny, a stala se aktivní členkou episkopální církve svatého Pavla. S příchodem Williama Henryho Channinga do Cincinnati v roce 1839 však změnila názor. Channing, charismatický unitářský duchovní, představil Blackwellové myšlenky transcendentalismu a ta začala navštěvovat unitářskou církev. Následoval konzervativní odpor cincinnatské komunity, v důsledku čehož akademie ztratila mnoho žáků a v roce 1842 byla zrušena. Blackwellová pak začala vyučovat soukromě.
Channingův příchod vyvolal u Blackwellové zájem o vzdělávání a reformy. Pracovala na intelektuálním sebezdokonalování: studovala umění, navštěvovala různé přednášky, psala povídky a navštěvovala různé náboženské obřady všech vyznání (kvakerské, milleritské, židovské). Na počátku 40. let 19. století začala ve svých denících a dopisech formulovat myšlenky o právech žen a v roce 1840 se účastnila prezidentské kampaně Williama Harrisona.
V roce 1844 získala s pomocí své sestry Anny místo učitelky v Hendersonu ve státě Kentucky, kde dostávala plat 1 000 dolarů ročně. Se svou třídou byla spokojená, ale ubytování a školní budova jí připadaly nevyhovující, proto na konci prvního období svého působení na tuto pozici rezignovala. Do Cincinnati se vrátila po půl roce, rozhodnutá najít si podnětnější způsob života.

## Vzdělání

### Cesta k lékařskému vzdělání
Blackwellová se zpočátku nezajímala o kariéru lékařky, stala se učitelkou, aby uživila rodinu. Povolání učitelky bylo v 19. století považováno za vhodné pro ženy, Blackwellová však brzy zjistila, že pro ni vhodné není. Zájem o medicínu se u ní probudil poté, co její přítelkyně onemocněla a poznamenala, že kdyby se o ni starala lékařka, nemusela by tolik trpět. Měla rakovinu dělohy, ale mužského lékaře vyhledala až když byla nemoc příliš pokročilá na jakoukoli léčbu.
Díky sestře Anně sehnala Blackwellová opět práci, tentokrát jako učitelka hudby na akademii v Asheville v Severní Karolíně. Chtěla si  našetřit 3 000 dolarů, aby mohla studovat medicínu. V Asheville bydlela u váženého reverenda Johna Dicksona, který byl předtím, než se stal duchovním, lékař. Dickson podporoval Blackwellovou v jejím úsilí o lékařské vzdělání a dovolil jí studovat lékařské knihy ve své knihovně. V té době Blackwellová utišovala svou osamělost a vlastní pochybnosti o své volbě hlubokým náboženským rozjímáním. Obnovila také své protiotrokářské zájmy a založila nedělní školu pro otroky, která ale nakonec nebyla úspěšná.
Škola v Asheville byla zanedlouho uzavřena a Blackwellová se přestěhovala k Dicksonovu bratrovi Samuelu Henrymu Dicksonovi, významnému charlestonskému lékaři. V roce 1846 začala učit na internátní škole v Charlestonu a začala se písemně dotazovat na možnost studia medicíny, ale bez úspěchu. V roce 1847 odjela z Charlestonu do Filadelfie a New Yorku s cílem osobně prozkoumat možnosti studia na lékařské fakultě. Jejím největším přáním bylo, aby ji přijali na některou z filadelfských lékařských fakult.
Po příjezdu do Filadelfie Blackwellová soukromě studovala anatomii u doktora Jonathana M. Allena a snažila se dostat na některou z lékařských fakult ve Filadelfii. Téměř všude se setkala s odporem a předsudky vůči svému pohlaví. Většina lékařů jí doporučovala, aby buď odjela studovat do Paříže, nebo začala studovat v převlečení za muže.

### Lékařské studium ve Spojených státech
V říjnu 1847 byla Blackwellová přijata na studium medicíny na Geneva Medical College ve městě Geneva ve státě New York. Děkan a profesorský sbor, kteří obvykle zodpovídají za posouzení uchazečů o studium, nemohli vzhledem ke zvláštní povaze případu rozhodnout. Nechali tedy o této otázce hlasovat 150 mužských studentů s tím, že pokud bude jen jeden student proti, bude Blackwellová odmítnuta. Mladí muži hlasovali jednomyslně pro její přijetí.
Během studia na ni obyvatelé města pohlíželi jako na podivínku, odmítala nápadníky i přátele a raději se izolovala. V létě mezi dvěma semestry se vracela do Filadelfie, kde pracovala v nemocnici a získala tak cenné klinické zkušenosti.
Tématem její diplomové práce na lékařské fakultě byl tyfus. Publikovala ji v roce 1849 v Buffalo Medical Journal and Monthly Review, krátce poté, co odpromovala, a byl to první lékařský článek ve Spojených státech publikovaný studentkou. Závěr práce spojoval fyzické zdraví se sociálně-morální stabilitou, tato souvislost předznamenala její pozdější reformní práci.
Dne 23. ledna 1849 se Blackwellová stala první ženou ve Spojených státech, která získala lékařský titul. Místní tisk o její promoci informoval příznivě, a když jí děkan Dr. Charles Lee uděloval titul, vstal a poklonil se jí.

### Lékařské studium v Evropě
V dubnu 1849 se Blackwellová rozhodla pokračovat ve studiu v Evropě. Navštívila několik nemocnic v Británii a poté zamířila do Paříže. Její zkušenosti tam byly podobné jako v Americe; mnoho nemocnic ji odmítlo kvůli jejímu pohlaví. V červnu se zapsala do nemocnice La Maternité s podmínkou, že s ní budou zacházet jako se studentkou na porodní asistentku, nikoliv jako s lékařkou. V nemocnici se seznámila s mladým lékařem Hippolytem Blotem. Díky jeho mentorování a školení získala mnoho lékařských zkušeností. Koncem roku Paul Dubois, přední porodník své doby, vyjádřil názor, že by z ní byl nejlepší porodník ve Spojených státech, ať už by to byl muž nebo žena.
Když Blackwellová 4. listopadu 1849 ošetřovala novorozence se zánětem spojivek, omylem si do oka stříkla infikovanou tekutinu a nakazila se. Přišla o levé oko, které jí kvůli infekci museli odstranit, a musela také přehodnotit svůj plán stát se chirurgem. Po období rekonvalescence nastoupila v roce 1850 do nemocnice svatého Bartoloměje v Londýně, kde pravidelně navštěvovala přednášky Jamese Pageta.

## Profesní kariéra

### Lékařská kariéra ve Spojených státech
Blackwellová se v roce 1851 vrátila do New Yorku, protože jí připadalo, že tam předsudky vůči ženám v medicíně nejsou tak silné.  Doufala, že si tam založí vlastní praxi. Ve Spojených státech se potýkala s nepřízní osudu, podařilo se jí nicméně získat určitou mediální podporu například od deníku New-York Tribune. Její praxe zpočátku skomírala, pravděpodobně i kvůli mylnému společenskému mínění, že všechny lékařky provádějí potraty. V roce 1852 začala přednášet a vydala knihu The Laws of Life with Special Reference to the Physical Education of Girls (Zákony života se zvláštním zřetelem k tělesné výchově dívek), své první dílo o fyzickém a duševním vývoji dívek, které se zabývalo přípravou mladých žen na mateřství.
V roce 1853 založila Blackwellová malou ambulanci, kde pod svá křídla vzala také Marii Zakrzewskou, Polku usilující o lékařské vzdělání, a působila během jejího studia jako mentorka. V roce 1857 Blackwellová spolu se svou sestrou Emily, která rovněž získala lékařský titul, a doktorkou Zakrzewskou rozšířily původní ošetřovnu na Newyorskou nemocnici pro chudé ženy a děti. Ženy působily ve správní radě, ve výkonném výboru a jako ošetřující lékařky. Instituce přijímala ambulantní i hospitalizované pacienty a sloužila jako školící zařízení pro zdravotní sestry. Ve druhém roce provozu se jim počet pacientů zdvojnásobil.

### Aktivity v občanské válce
Když vypukla americká občanská válka, sestry Blackwellovy spolupracovali s Dorotheou Dixovou na školení zdravotních sester pro potřeby Unie.

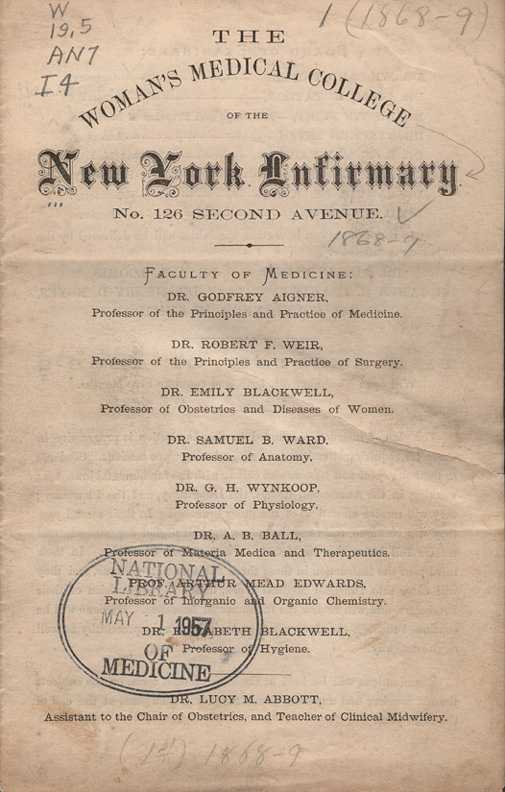
Ženská lékařská fakulta newyorské nemocnice – oznámení

### Lékařská kariéra doma i v zahraničí
Blackwellová se několikrát vrátila do Velké Británie a snažila se sehnat finanční prostředky, aby zde mohla vytvořit paralelní léčebný program. Stala se první ženou, jejíž jméno bylo 1. ledna 1859 zapsáno do lékařského registru General Medical Council (Všeobecné lékařské rady). Umožnilo to ustanovení lékařského zákona z roku 1858, které uznávalo lékaře se zahraničním diplomem vykonávající praxi v Británii. V této době se také stala mentorkou Elizabeth Garrett Andersonové, která se později, v roce 1865, stala první ženou lékařkou v Anglii.
V roce 1866 bylo v newyorské nemocnici ošetřeno téměř 7 000 pacientů ročně a Blackwellová se potřebovala vrátit do Spojených států. Souběžný projekt sice padl, ale v roce 1868 byla při nemocnici založena ženská lékařská fakulta, která do své koncepce zahrnula novátorské myšlenky Blackwellové o lékařském vzdělávání – čtyřleté vzdělávací období s mnohem rozsáhlejší klinickou výukou, než se vyžadovalo dříve.
V té době došlo mezi Emily a Elizabeth Blackwellovými k roztržce. Obě byly nesmírně tvrdohlavé a došlo k mocenskému boji o vedení nemocnice a lékařské fakulty. Elizabeth se v červenci 1869 vrátila do Británie, aby se tam pokusila zavést lékařské vzdělávání pro ženy.
V roce 1874 založila v Londýně spolu s Florence Nightingaleovou, Sophií Jex-Blakeovou, Elizabeth Garrett Andersonovou, Emily Blackwellovou a Thomasem Henrym Huxleym první ženskou lékařskou školu London School of Medicine for Women. Jejím hlavním cílem bylo připravit ženy na licenční zkoušky Apothecaries Hall. Blackwellová se ostře postavila proti používání vivisekcí v laboratořích školy. Po založení školy byla zvolena lektorkou porodnictví.

### Pobyt v Evropě – sociální a morální reforma
V roce 1869 odešla Blackwellová zpátky do Velké Británie, kde se věnovala různým činnostem a byla aktivní jak v oblasti sociálních reforem, tak v autorské tvorbě. V roce 1871 spoluzaložila Národní zdravotnickou společnost. Sama sebe vnímala jako bohatou dámu, která má dostatek volného času na to, aby se věnovala reformám a intelektuálním aktivitám – živily ji příjmy z amerických investic. V tomto období mnohokrát cestovala po Evropě, zejména Anglii, Francii, Walesu, Švýcarsku a Itálii.
Největší reformní aktivitu vyvíjela po odchodu z lékařské profese v letech 1880–1895. Zajímala se o velké množství reformních hnutí – především o morální reformu, sexuální čistotu, hygienu a lékařské vzdělávání, ale také o preventivní medicínu, sanitaci, eugeniku, plánování rodiny, práva žen, křesťanský socialismus, lékařskou etiku a antivivisekci. Střídala mnoho různých reformních organizací a v každé z nich se snažila udržet si mocenské postavení. Měla vznešený, neuchopitelný a nakonec nedosažitelný cíl: evangelickou morální dokonalost. Veškerá její reformní činnost se nesla v tomto duchu.
Věřila, že křesťanská morálka by měla v medicíně hrát stejně důležitou roli jako vědecké bádání a že lékařské fakulty by měly studenty o této základní pravdě poučit. Byla také antimaterialistka a nevěřila ve vivisekce. Neviděla žádný přínos v očkování a považovala ho za nebezpečné. Věřila, že bakterie nejsou jedinou podstatnou příčinou nemocí, a domnívala se, že se jejich význam přeceňuje.
Vedla intenzivní kampaň proti prostopášnosti, prostituci a antikoncepci a proti zákonům o nakažlivých nemocech a tvrdila, že se jedná o pseudolegalizaci prostituce. Její kniha Counsel to Parents on the Moral Education of their Children (Doporučení rodičům o mravní výchově dětí) z roku 1878 byla esejem o prostituci a manželství, v němž argumentovala proti zákonům o nakažlivých nemocech. Byla konzervativní ve všech směrech, s výjimkou toho, že věřila, že ženy mají stejné sexuální vášně jako muži a že muži i ženy jsou stejně odpovědní za jejich kontrolu. V té době převládal názor, že ženy mají jen minimální nebo žádné sexuálních vášně, a odpovědnost za morální dohled byla kladena přímo na ženy. Kniha byla kontroverzní, odmítlo ji 12 nakladatelů a nakonec ji vydalo nakladatelství Hatchard and Company.

## Osobní život
Žádná z pěti sester Blackwellových se nikdy nevdala. Elizabeth si na počátku svého života myslela, že namlouvání je hloupé, a cenila si své nezávislosti. Dokonce i během svého studia na lékařské fakultě odmítla nabídky několika nápadníků.

### Přátelé a rodina
Blackwellová měla dobré kontakty ve Spojených státech i ve Velké Británii. Vyměňovala si dopisy s lady Byronovou o otázkách ženských práv a velmi se spřátelila s Florence Nightingaleovou, s níž jednala o otevření a vedení společné nemocnice. Zůstala celoživotní přítelkyní Barbary Bodichonové a v roce 1883 se seznámila s Elizabeth Cady Stantonovou. Byla si blízká se svou rodinou a kdykoli mohla, navštěvovala během svých cest své sourozence.
Blackwellová však byla velmi silná osobnost a často byla velmi tvrdá ve své kritice ostatních, zejména jiných žen. Po návratu z krymské války se pohádala s Florence Nightingaleovou. Nightingalová chtěla, aby se Blackwellová zaměřila na výcvik zdravotních sester, a neviděla žádný smysl ve výuce lékařek. Od té doby byly komentáře Blackwellové k publikacím Florence Nightingalové často velmi kritické. Kritizovala také mnoho ženských reformních a nemocničních organizací, v nichž nehrála žádnou roli, a některé z nich označila za „šarlatánské záštity“. Nevycházela dobře ani se svými tvrdohlavějšími sestrami Annou a Emily ani s lékařkami, kterým dělala po jejich etablování mentorku (Marie Zakrzewská, Sophia Jex-Blakeová a Elizabeth Garrett Andersonová). Přinejmenším mezi ženami byla Blackwellová velmi asertivní a těžko snášela jakoukoliv podřízenou roli.

### Kitty Barryová

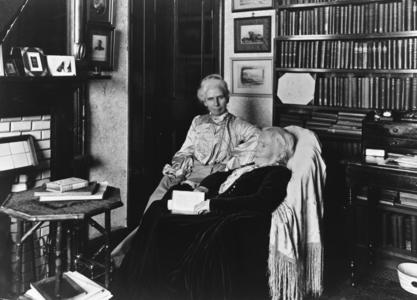
Elizabeth Blackwellová s dcerou Kitty

V roce 1856, když Blackwellová zakládala newyorskou nemocnici, adoptovala irského sirotka Katherine „Kitty“ Barryovou (1848–1936). Deníkové zápisky z té doby naznačují, že ji adoptovala dílem z osamělosti a pocitu povinnosti a dílem z potřeby pomoci v domácnosti. Barryovou vychovávala částečně jako dceru a částečně jako služku.
Blackwellová zajistila Barryové vzdělání. Dokonce ji učila gymnastiku, aby si vyzkoušela teorie uvedené v její publikaci o výchově dívek. Nikdy jí však nedovolila rozvíjet její vlastní zájmy ani se nesnažila ji seznámit s mladými muži nebo ženami jejího věku.
Barryová zůstala s Blackwellovou po celý život. Následovala ji během všech transatlantických stěhování, až do posledního domova, Rock House, malého domku v Hastingsu v Sussexu, v roce 1879.

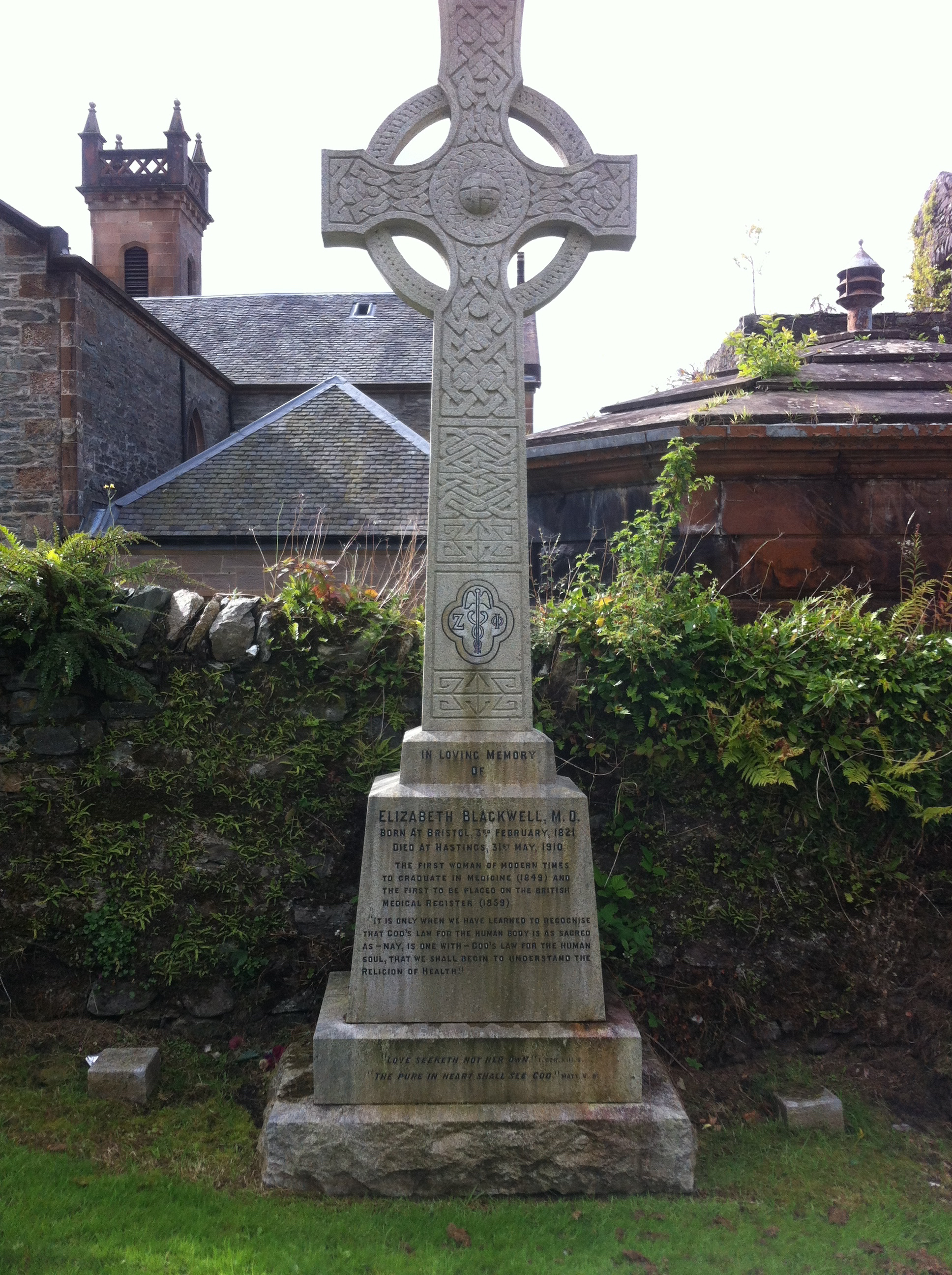
Náhrobek Elizabeth Blackwellové ve farním kostele St Munn's ve skotském Kilmunu

### Poslední léta a úmrtí
Blackwellová byla i v pozdním věku poměrně aktivní. V roce 1895 vydala autobiografii Pioneer Work in Opening the Medical Profession to Women (Průkopnická práce při zpřístupňování lékařské profese ženám). Kniha ale nebyla příliš úspěšná, prodalo se jí méně než 500 výtisků. Poté Blackwellová pomalu upouštěla od svého veřejného reformního působení a více času věnovala cestování. V roce 1906 navštívila Spojené státy a poprvé a naposledy se projela autem. Stáří postupně začalo omezovat její aktivity.
V roce 1907, během dovolené ve skotském Kilmunu, spadla ze schodů a poté zůstala mentálně i fyzicky handicapovaná. 31. května 1910 zemřela na mrtvici ve svém domě v Hastingsu v Sussexu. Pohřbena byla na hřbitově v Kilmunu u jezera Holy Loch na západě Skotska, kde ráda trávila dovolenou a nekrology na její počest se objevily například v časopise The Lancet a The British Medical Journal.